# Blaptica haywardi
Blaptica haywardi är en kackerlacksart som beskrevs av Frank Nigel Hepper 1967. Blaptica haywardi ingår i släktet Blaptica och familjen jättekackerlackor. Inga underarter finns listade.